# استفان سیمیچ
استفان سیمیچ (تلفظ [stêfa:n sǐ:mitɕ]}؛ زادهٔ ۲۰ ژانویهٔ ۱۹۹۵ ‏(۳۰ سال) بازیکن فوتبال اهل جمهوری چک است.
از باشگاه‌هایی که در آن بازی کرده‌است می‌توان به آث میلان و فروزینونه اشاره کرد.
وی همچنین در جمهوری چک بازی کرده است.